# UFC 153
UFC 153: Silva vs. Bonnar（ユーエフシー・ワンフィフティスリー：シウバ・バーサス・ボナー）は、アメリカ合衆国の総合格闘技団体「UFC」の大会の一つ。2012年10月13日、ブラジル・リオデジャネイロ州リオデジャネイロのHSBCアリーナで開催された。

## 大会概要
本大会ではアンデウソン・シウバとステファン・ボナーによるライトヘビー級ワンマッチが組まれた。

### カード変更
負傷などによるカードの変更は以下の通り。
- クイントン・"ランペイジ"・ジャクソン → ファビオ・マルドナド（第10試合）

- ビクトー・ベウフォート vs. アラン・ベルチャー → ベウフォートの移動により中止

- ガブリエル・ゴンザーガ vs. ジェロニモ・ドス・サントス → ドス・サントスの疾病により中止

- ジョゼ・アルド vs. エリック・コク → コクの負傷により中止

- ジョゼ・アルド vs. フランク・エドガー → アルドの負傷により中止

## 試合結果

### アーリープレリム
第1試合 ライト級ワンマッチ 5分3R
○  クリスチャーノ・マルセロ vs.  レザ・マダディ ×
3R終了 判定2-1（29-28、28-29、30-27）
第2試合 ミドル級ワンマッチ 5分3R
○  クリス・カモージー vs.  ルイス・カーニ ×
3R終了 判定3-0（29-28、29-28、29-28）

### プレリミナリーカード
第3試合 ウェルター級ワンマッチ 5分3R
○  セルジオ・モラエス vs.  レニー・フォート ×
3R 3:10 リアネイキドチョーク
第4試合 フェザー級ワンマッチ 5分3R
○  ディエゴ・ブランダオン vs.  ジョーイ・ガンビーノ ×
3R終了 判定3-0（30-27、30-27、30-27）
第5試合 ライト級ワンマッチ 5分3R
○  グレイゾン・チバウ vs.  フランシスコ・ドライナルド ×
3R終了 判定3-0（29-28、29-28、29-28）
第6試合 フェザー級ワンマッチ 5分3R
○  ホニー・ジェイソン vs.  サム・シシリア ×
2R 4:16 TKO（右フック→パウンド）

### メインカード
第7試合 ウェルター級ワンマッチ 5分3R
○  デミアン・マイア vs.  リック・ストーリー ×
1R 2:30 ネッククランク
第8試合 ライトヘビー級ワンマッチ 5分3R
○  フィル・デイヴィス vs.  ヴァグネル・プラド ×
2R 4:29 アナコンダチョーク
第9試合 ウェルター級ワンマッチ 5分3R
○  ジョン・フィッチ vs.  エリック・シウバ ×
3R終了 判定3-0（30-27、29-28、29-28）
第10試合 ライトヘビー級ワンマッチ 5分3R
○  グローバー・テイシェイラ vs.  ファビオ・マルドナド ×
2R終了時 TKO（ドクターストップ）
第11試合 ヘビー級ワンマッチ 5分3R
○  アントニオ・ホドリゴ・ノゲイラ vs.  デイブ・ハーマン ×
2R 4:31 腕ひしぎ十字固め
第12試合 ライトヘビー級ワンマッチ 5分3R
○  アンデウソン・シウバ vs.  ステファン・ボナー ×
1R 4:40 TKO（ボディへの膝蹴り→パウンド）

### 各賞
ファイト・オブ・ザ・ナイト： ジョン・フィッチ vs. エリック・シウバ
ノックアウト・オブ・ザ・ナイト: ホニー・ジェイソン
サブミッション・オブ・ザ・ナイト： アントニオ・ホドリゴ・ノゲイラ
各選手にはボーナスとして7万ドルが支給された。